# Two Bad Neighbors
«Two Bad Neighbors» (с англ. — «Два плохих соседа») — тринадцатая серия седьмого сезона мультсериала «Симпсоны». Премьера состоялась на телеканале «Fox» 14 января 1996 года. За озвучивание Джорджа Буша принялся Гарри Ширер, а Барбару Буш озвучила Тресс Макнилл.

## Сюжет
Семья Симпсонов устраивает домашнюю распродажу. Позже они замечают, что в доме справа по соседству поселился бывший президент Джордж Буш-старший и его жена Барбара Буш. Барт решает их навестить, и Барбара с радостью принимает его. Тем не менее, привычка Барта называть взрослых по имени, и его плохие манеры раздражают Джорджа. В конце концов после того, как он случайно порвал новые мемуары Буша, бывший президент его отшлёпывает.
Гомер возмущен. Оба решают делать друг другу всякие пакости. Доходит до того, что Гомер и Буш начинают драться друг с другом.
В то же время бывший советский президент Михаил Горбачёв прибывает в особняк, чтобы погостить у семьи Буш. Наконец, после давления со стороны его жены, Джордж извиняется перед Гомером и Бартом, прямо на глазах у Горбачева, и позже семья Буш продают дом для Джеральда Форда, ещё одного бывшего президента. Форд приглашает Гомера смотреть футбольный матч с ним за кружкой пива. Гомер соглашается, и оба остаются счастливы.

## Отношение публики и критиков
- Во время своего премьерного показа серия закончила неделю премьер с 7 по 14 января 1996 на телеканале FOX, и заработала 9.9 баллов по рейтингу Нильсена. После этого «Симпсоны» стали вторым высокорейтинговым шоу на FOX.
- Эпизод получил, в основном, положительные оценки от критиков. Например, авторы книги «I Can’t Believe It’s a Bigger and Better Updated Unofficial Simpsons Guide» Уоррен Мартин и Адриан Вуд, написали: «Очень странно, но серия показывает новый мир политической сатиры. Американцы, наверное, с этим согласны».